# 2015年度亞洲小姐競選
2015年度亞洲小姐競選是亞洲電視有限公司舉辦的選美活動。
由於香港政府於2015年宣佈亞洲電視的免費電視牌照將於2016年4月屆滿，這也意味著本屆亞姐是「末代亞姐」。亞視高層曾經有計劃在免費電視牌照屆滿前的一晚舉辦總決賽，但最後未能成事。這代表本屆亞姐於舉辦期間停辦。
本屆亞洲小姐競選以口號「感動世界的美麗」作為競選主題，並於3月23日「香港國際影視展 2015」進行全球啟動儀式。

## 簡介
- 2015年3月23日，在「香港國際影視展 2015」進行全球啟動儀式。[5]
- 2015年7月15日，在珠海與合辦珠海賽區的珠海橫琴博世會展策劃有限公司舉行記者會，由劉錫賢擔任司儀。[6]
- 2015年8月15日，在珠海中山溫泉度假村舉行珠海賽區複賽，選出進入珠海賽區決賽的16強佳麗。[7]
- 2015年8月22日，在深圳五洲賓館酒店舉行深圳站海選面試，由劉錫賢擔任司儀。[8]
- 2015年9月6日，在多倫多International Plaza Hotel舉行多倫多賽區。[9]
- 2015年9月12日，在珠海電視台演播廳舉行珠海賽區總決賽，由姚嘉雯及黃醒恆擔任司儀。[10]
- 2015年9月13日，在佛山舉行佛山站海選面試，由劉錫賢擔任司儀。[11]
- 2015年9月19日，在韶關舉行《ATV 亞洲小姐美麗之旅》新聞發佈會。[12]

## 參選名單

### 港澳賽區12位候選佳麗
晉級決賽佳麗
| 候選佳麗               |
| ---------------------- |
| （１）周婷（内地）     |
| （２）何雨薇（内地）   |
| （３）李方媛（杭州）   |
| （４）施熙瑜（香港）   |
| （５）吳愛瑋（青島）   |
| （６）蔡優美（香港）   |
| （７）肖雨涵（内地）   |
| （８）伍穎琪（廣東）   |
| （９）秦嘉璐（内地）   |
| （１０）包涵（貴州）   |
| （１１）李婉儀（香港） |
| （１２）林翠明（香港） |

### 中國內地賽區50強
| 晉級決賽佳麗 | 退選佳麗 |

| 1      | 2      | 3      | 4      | 5      | 6      | 7      | 8      | 9      | 10   | 11     | 12     | 13     | 14   | 15   | 16     | 17     | 18     | 19     | 20     | 21     | 22     | 23   | 24     | 25     |
| 鄒昕美 | 陳夢園 | 盧瑞玲 | 郭靜波 | 鄭伊冰 | 李姍姍 | 朱穎君 | 馬瑩瑩 | 李佳玉 | 陳伊 | 趙藝晴 | 姜雨彤 | 蔣夢華 | 頓滿 | 閔晶 | 徐一博 | 陳小紅 | 唐君嬈 | 陳柳如 | 周敏儀 | 任斐琳 | 廖東妮 | 姜妍 | 姚俊如 | 王鳳垚 |

| 26     | 27   | 28     | 29     | 30   | 31     | 32     | 33     | 34   | 35     | 36     | 37     | 38   | 39     | 40     | 41     | 42     | 43     | 44     | 45     | 46     | 47   | 48     | 49   | 50     |
| 劉珊珊 | 楊行 | 王小平 | 易曉晗 | 潘潔 | 文若同 | 曹爍彬 | 袁嘉辰 | 呂妤 | 于易洲 | 姜軒雅 | 李彥南 | 樊玥 | 李明肖 | 劉佳琪 | 何妙言 | 李安琪 | 張冰妮 | 姚冠羽 | 董佳雯 | 岳文莉 | 劉笛 | 孫曉彤 | 王捷 | 曹睿霖 |

## 比賽結果

### 中國內地賽區（總決賽）競選結果
| 名次 | 得獎佳麗               |
| ---- | ---------------------- |
| 冠軍 | １號：鄒昕美（内蒙）   |
| 亞軍 | １８號：唐君嬈（陝西） |
| 季軍 | ３８號：樊玥（江蘇）   |

## 特別獎項

### 中國內地賽區（總決賽）競選結果
| 獎項                         | 得獎佳麗               |
| ---------------------------- | ---------------------- |
| 花樣自拍大獎                 | １０號：陳伊（上海）   |
| 網絡女神大獎                 | ９號：李佳玉（河北）   |
| 珍妮詩洗發水－最完美秀發大獎 | ２４號：姚俊如（雲南） |

## 入圍佳麗

### 佳麗名單
| 編號 | 佳麗名字 | 佳麗名字(英文) | 年齡 | 身高 | 三圍 | 職業 |
| ---- | -------- | -------------- | ---- | ---- | ---- | ---- |
|      |          |                |      |      |      |      |

## 特備節目
| 節目名稱                                               | 播出日期 | 播映時段    | 頻道   | 主持 |
| 第二十七屆 ATV 2015亞洲小姐競選 珠海賽區前奏（泰國行） | 9月12日  | 20:30-21:00 | 本港台 |      |
| 第二十七屆 ATV 2015亞洲小姐競選 珠海賽區               | 9月19日  | 20:30-21:00 | 本港台 |      |
| 第二十七屆 ATV 2015亞洲小姐競選 佛山站海選             | 9月20日  | 20:00-20:30 | 本港台 |      |
| 第二十七屆 ATV 2015亞洲小姐競選 青島賽區               | 9月26日  | 20:00-21:00 | 本港台 |      |
| ATV 亞洲小姐美麗之旅 - 韶關                            | 9月27日  | 20:00-20:30 | 本港台 |      |